# Unidad cronoestratigráfica

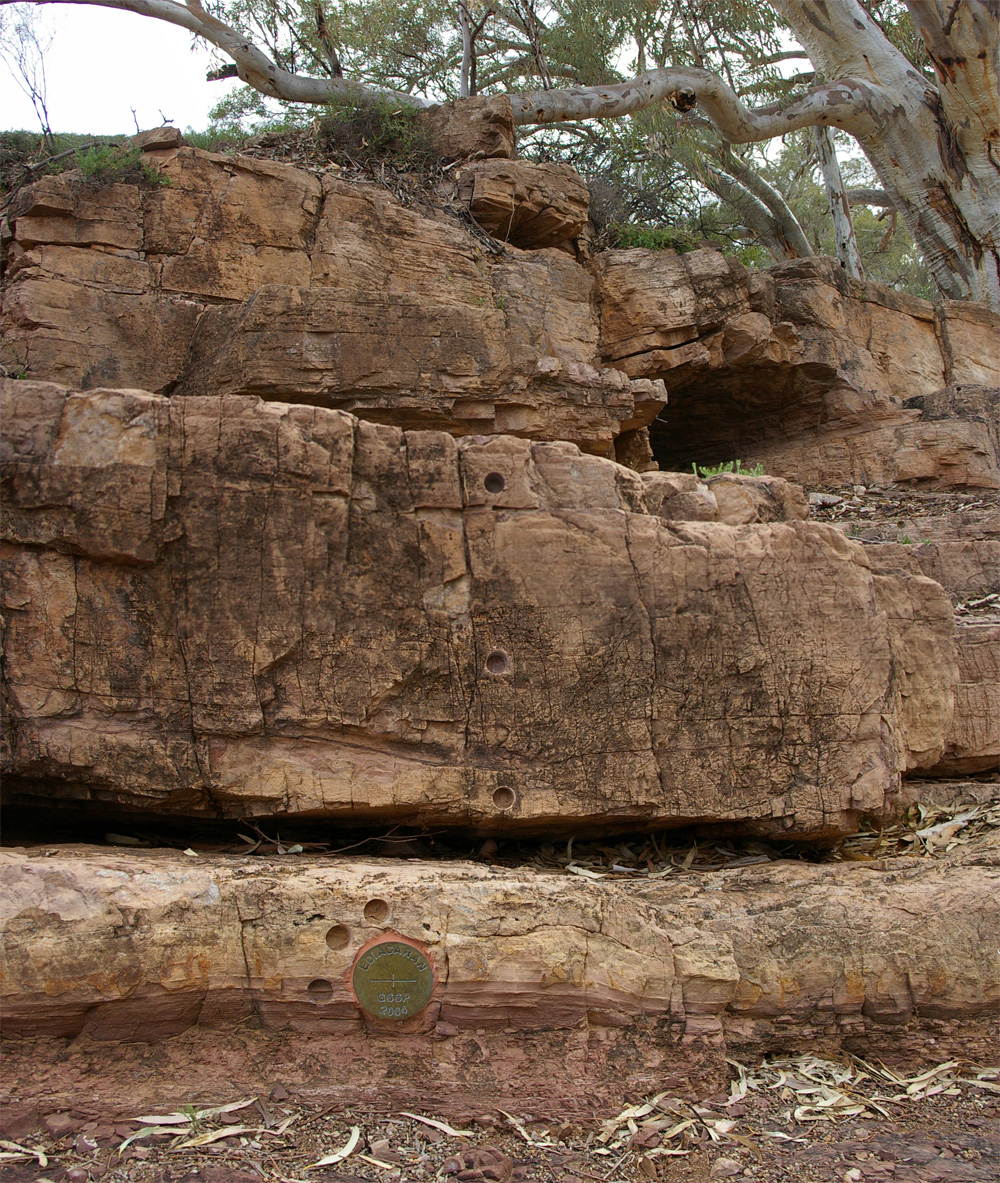
Ejemplo de sección y punto de estratotipo de límite global: «clavo dorado» (disco de bronce en la mitad de un estrato) que marca formalmente el límite inferior del sistema (y periodo) Ediacárico, que se encuentra en los montes Flinders, en Australia Meridional. Estos puntos son elegidos y aprobados internacionalmente como justificación material y referencia física del límite cronoestratigráfico para todo el planeta. Las perforaciones cilíndricas en los estratos por encima y por debajo del límite corresponden a muestras tomadas para análisis paleomagnéticos.

Las unidades cronoestratigráficas son las divisiones de cuerpos de roca utilizadas en geología histórica que sirven de base material para formar la escala temporal geológica y pretenden representar el total de los cuerpos de roca de la Tierra según su tiempo relativo de formación, sin solapamientos ni lagunas. Actualmente las unidades cronoestratigráficas cubren todo el Fanerozoico y el Ediacárico del Precámbrico (el resto del Precámbrico, desde la formación de la Tierra, está dividido por convenios internacionales en unidades geocronométricas, basadas en fechas absolutas en millones de años).
La unidad básica es el piso, y se agrupan, en orden creciente, en series, sistemas, eratemas y eonotemas. Estas unidades se corresponden una a una con las unidades geocronológicas (edades, épocas, periodos, eras y eones respectivamente), que expresan el tiempo, relativo, durante el cual se formaron.
Los límites de las unidades cronoestratigráficas (que se corresponderán por convenio con los de las geocronológicas) se establecen según características y eventos paleobiológicos y geológicos reales, registrados en las rocas, como los cambios de los grupos de organismos predominantes, extinciones masivas, cambios climáticos, geoquímicos o inversiones del campo magnético terrestre, entre otros. Se definen formalmente mediante estratotipos de límite inferior (GSSP, por sus siglas en inglés), que se ubican en secciones estratigráficas seleccionadas para que sirvan de referencia en las correlaciones globales. El definir solo el límite inferior de cada una evita solapamientos y lagunas entre las distintas secciones.
La datación absoluta —es decir, valores de tiempo concretos en millones de años— de la mayoría de las unidades cronoestratigráficas ha podido hacerse gracias al desarrollo de las técnicas de datación. Cuando se han podido precisar los límites temporales de una unidad cronoestratigráfica en valores absolutos se corresponderá entonces, también por convenio, además de con su equivalente geocronológico, con una unidad geocronométrica.
La disciplina que estudia las unidades cronoestratigráficas es la Cronoestratigrafía, que se integra dentro de la Estratigrafía.

## Divisiones
En orden decreciente de jerarquía son:
| Correspondencia entre unidades geocronológicas y cronoestratigráficas |                                        |
| Geocronológicas (tiempo)                                              | Cronoestratigráficas (cuerpos de roca) |
| Eón                                                                   | Eonotema                               |
| Era                                                                   | Eratema                                |
| Período                                                               | Sistema                                |
| Época                                                                 | Serie                                  |
| Edad                                                                  | Piso                                   |
| Cron                                                                  | Cronozona                              |

## Unidades cronoestratigráficas regionales
Tradicionalmente y por dificultades de correlación entre las sucesiones estratigráficas de diferentes continentes o cuencas sedimentarias se han definido, desde mediados del siglo XIX, numerosas unidades cronoestratigráficas (pisos y series) de carácter regional, muchas de las cuales se mantienen en uso por su utilidad para correlaciones regionales o a escala de cuenca sedimentaria. Así hay una gran proliferación de unidades con las que se han establecido escalas cronoestratigráficas locales, tanto para sedimentos de origen marino como continental, válidas para sus respectivos ámbitos temporales y paleogeográficos.

## Historia
La diferenciación entre unidades basadas en cuerpos de roca (cronoestratigráficas) y las referidas al tiempo en que se formaron (geocronológicas) procede de 1880, por decisión del II Congreso Geológico Mundial, con el fin de unificar y aclarar la dispersión de los términos y conceptos relativos a sucesiones de estratos y las relativas al tiempo cronológico usados en diferentes países o escuelas.
La decisión de estandarizar las unidades cronoestratigráficas únicamente por un punto de referencia en la sección tipo se tomó en el XVIII Congreso Geológico Internacional de 1948, siguiendo la propuesta del Grupo de Trabajo del Límite Silúrico-Devónico, pero que ese punto fuera la base de la unidad (el límite inferior) y no el más representativo fue decidido en 1972, en el XXIV Congreso Geológico Internacional. La idea del estratotipo y punto de límite inferior había sido desarrollada y propuesta inicialmente por el Comité Británico del Mesozoico y la Sociedad Geológica de Londres, con el fin de evitar solapamientos y lagunas entre unidades sucesivas.
Desde 1974 el establecimiento de las unidades geocronológicas y cronoestratigráficas globales se realiza por la Comisión Internacional de Estratigrafía de la Unión Internacional de Ciencias Geológicas y los cambios, tras algunos años de estudios y deliberaciones por subcomisiones específicas, han de ser ratificados en congresos mundiales.